# Keke Geladze
Ekaterine "Keke" Giorgis asuli Geladze (1856/1858 – 4 tháng 6 năm 1937) là thân mẫu của Iosif Stalin.
Sinh ra trong một gia đình nông nô ở Gori, Gruzia ngày nay, Geladze kết hôn với thợ vá giày Besarion Jughashvili và có với ông ba đứa con; chỉ duy nhất đứa út, Ioseb, sống tới tuổi trưởng thành. Jughashvili về sau bỏ Geladze, để vợ nuôi dạy con một mình. Vì là người sùng đạo, Geladze mong muốn Ioseb trở thành mục sư, theo đó làm nghề may vá ở Gori để trang trải tiền ăn học cho con trai. Bà định cư ở Gori từ lúc Ioseb theo học Chủng viện Tâm linh Tbilisi tới tận khi ông trở thành lãnh tụ Liên Xô dưới cái tên Iosif Stalin. Những năm về già, Geladze chuyển tới sống ở Tbilisi, thủ phủ Gruzia Xô viết. Tuy Stalin thường viết thư gửi mẹ, ông hiếm khi về thăm bà, với lần cuối là vào năm 1935. Geladze qua đời vào năm 1937 và được chôn cất tại Lăng danh nhân Mtatsminda, Tbilisi.

## Thiếu thời
Geladze sinh năm 1856 hoặc 1858 trong một gia đình nông nô theo Kitô giáo Chính thống Gruzia ở Gambareuli, gần Gori. Cha bà, Giorgi (hoặc Glakha) Geladze, thân phận vốn là nông nô của Thái tử Ivane Amilakhvari, từng làm thợ hồ hoặc thợ gốm để kiếm sống. Giorgi mất quanh thời điểm con gái mình chào đời; thân mẫu Melania cố gắng cho Geladze được học đọc và viết, điều mà khá xa xỉ đối với nữ giới thời bấy giờ. Ngoài ra, Geladze còn có hai người anh trai là Giorgi (Gio) và Sandala. Melania cũng qua đời ít lâu sau và những đứa trẻ mồ côi được một người cậu phía ngoại cưu mang đưa về Gori vào năm 1864, thời điểm mà tầng lớp nông nô ở Kavkaz được giải phóng theo chiếu chỉ của Sa hoàng (họ được trả tự do vào năm 1861).

## Kết hôn và làm mẹ

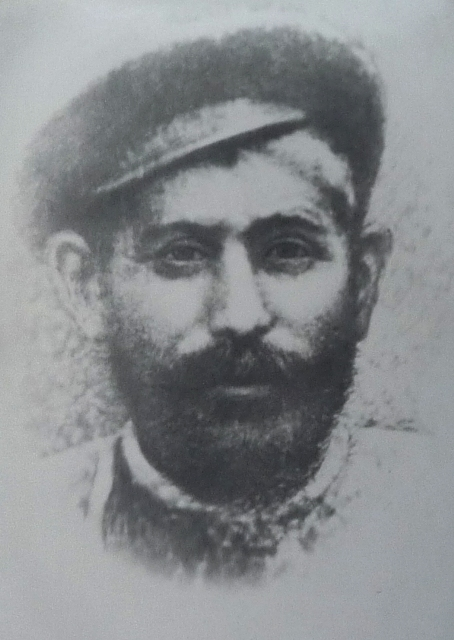
Besarion Jughashvili, chồng của Keke.

Thời thiếu nữ, Geladze được miêu tả là "một cô gái da tàn nhang với mái tóc nâu vàng rất hấp dẫn," từng có lần khoe khoang với bạn bè rằng mình "là một cô gái xinh đẹp và được các chàng trai mong mỏi." Geladze lọt vào mắt xanh của Besarion Jughashvili, một anh thợ vá giày địa phương, và hai người họ kết hôn vào năm 1872 hoặc 1874, khi bà mới 16 tuổi. Họ có với nhau ba đứa con, đều là trai, nhưng hai đứa đầu, Mikheil (14–21 tháng 2 năm 1875) và Giorgi (24 tháng 12 năm 1876 – 19 tháng 6 năm 1877), bị chết yểu. Đứa con út, Ioseb, chào đời ngày 6 tháng 12 năm 1878. Trước lúc sinh Ioseb, Geladze đã trở nên sùng đạo, thề nguyện sẽ hành hương đến một nhà thờ ở Geri nếu đứa trẻ đương mang sống sót bình an, lời thề mà bà và Jughashvili đều giữ.

## Cuộc đời về sau
Trong thời gian Ioseb sinh hoạt ở Tiflis, Geladze vẫn lưu trú tại quê nhà Gori. Rời khỏi Chủng viện vào năm 1899, Ioseb bắt đầu hoạt động cách mạng, lấy bí danh là Iosif Stalin. Ông gặp Geladze lần cuối ở Gori vào năm 1904, sau khi trốn án lưu đày ở Siberia. Bà không nghe thấy tin tức nào nữa từ con trai trong vòng 10 năm tiếp theo, tận khi Cách mạng Nga nổ ra vào năm 1917. Năm 1922, Geladze chuyển tới sống ở Tiflis theo lời khuyên của chính quyền Cộng hòa Xã hội chủ nghĩa Xô viết Gruzia, sở dĩ vì họ cảm thấy thân mẫu của một nhà lãnh đạo Đảng Bolshevik cần được đãi ngộ tử tế. Họ cấp cho bà một phòng ngủ trong cung điện cũ của Phó vương Kavkaz, và nơi đây cũng được lấy làm trụ sở của Hội đồng Dân ủy địa phương. Lavrentiy Beria, một đồng minh thân cận của Stalin, là người được phân công chăm sóc Geladze; bên cạnh đó, vợ ông ta là Nino cũng thường xuyên qua thăm hỏi sức khỏe. Có thói quen mặc đồ đen ngụ ý mình góa chồng, Geladze thường đi dạo quanh các khu trợ ở Tbilisi dưới con mắt sát sao của lực lượng NKVD do Beria kiểm soát.
Stalin hiếm khi về thăm mẹ khi ông lên nắm quyền: trong cuộc phỏng vấn với H. R. Knickerbocker của tờ New York Evening Post vào năm 1930, Geladze nói rằng Stalin mới chỉ về thăm bà hai dịp vào năm 1921 và 1926, và bà cũng mới chỉ lên Moksva có một lần nhưng "không thích nơi đó." Hai mẹ con giữ liên lạc với nhau bằng thư tín, song tần suất trao đổi giảm dần sau vụ tự vẫn của người vợ hai của Stalin, Nadezhda Alliluyeva, vào năm 1932. Hiện chỉ có 18 bức thư Stalin gửi mẹ được lưu trữ và duy nhất một bức thư Geladze gửi con trai còn tồn tại. Con cái Stalin đã có dịp về thăm bà nội chúng vào năm 1935; do rào cản ngôn ngữ giữa hai thế hệ, Vasily và Svetlana không hiểu tiếng Gruzia còn Geledze không hiểu tiếng Nga, nên anh trai cùng cha khác mẹ Yakov phải phiên dịch hội thoại.
Hay tin thân mẫu ngã bệnh, Stalin về thăm bà lần cuối vào ngày 17 tháng 10 năm 1935. Theo hồi ký chưa được công bố của bác sĩ riêng của Geladze, trong một cuộc hội thoại giữa hai người, Stalin đã nói rằng: "Mẹ ơi, mẹ có nhớ Sa hoàng của chúng ta không? Con giờ đây cũng giống Sa hoàng rồi đó," rồi Geladze trả lời: "Con làm linh mục thì tốt hơn đấy." Cũng theo nguồn này, Stalin hỏi tiếp rằng: "Tại sao mẹ cứ muốn con trở thành linh mục vậy?", và Geledze đáp: "Ta thấy họ làm việc ít mà lại sống đủ đầy. Họ cũng được người đời kính trọng. Vậy nên ta nghĩ rằng sẽ không có công việc nào phù hợp hơn cho một người đàn ông, và ta sẽ cảm thấy tự hào khi được làm mẹ của một linh mục. Nhưng ta cũng phải thú nhận, ngay cả điều đó ta cũng đã đoán sai." Ba ngày sau, Geladze được phỏng vấn bởi tờ Pravda rồi đăng thành bài trong số ra ngày 23 tháng 10, về sau còn đi kèm với một bài kể chi tiết chuyến viếng thăm của Stalin trong số ra ngày 27 tháng 10. Tuy không có phản ứng gì với số thứ nhất, Stalin lại tỏ ra không hài lòng với số thứ hai.
Geladze qua đời vào ngày 4 tháng 6 năm 1937; nguyên nhân cái chết được cho là suy tim. Bận bịu với cuộc Đại Thanh trừng cán bộ cộng sản và hàng ngũ sĩ quan Hồng quân, cụ thể là với việc bắt giữ và tra hỏi Mikhail Tukhachevsky, Stalin không dự đám tang mẹ. Beria được cử đi thay thế, với vòng hoa ghi dòng chữ "Gửi mẹ kính yêu, từ con trai của mẹ Iosif Jughashvili (Stalin)" trong cả hai thứ tiếng Gruzia và Nga. Stalin yêu cầu chôn cất mẹ tại Lăng danh nhân Mtatsminda nhìn bao quát Tbilisi, nơi yên nghỉ của rất nhiều danh nhân lịch sử Gruzia. Trong những năm gần đây, đã có bàn tán về việc cải táng thi hài Geladze về quê nhà ở Gori; theo đó, Phó Thị trưởng Tbilisi đã phát biểu vào năm 2017 rằng "không có chỗ cho mẹ của Stalin ở Mtatsminda", tuy nhiên thì phương án đó vẫn chưa được thực thi và mộ phần của Geladze vẫn là một trong những điểm tham quan hút khách nhất của toàn bộ quần thể Lăng.

## Phụ chú
1. ↑  tiếng Gruzia: ეკატერინე გიორგის ასული გელაძე[1]
Trong tiếng Nga, tên của bà là Екатерина Георгиевна Геладзе, Ekaterina Georgievna Geladze
2. ↑  Cũng có nguồn Liên Xô khai năm sinh của bà là 1860. Kotkin cho rằng sự bất nhất này là do thời điểm đám cưới của bà, cũng như từ nỗ lực của bộ máy tuyên truyền nhằm làm cho Geladze lớn tuổi hơn thực tế. Xem Kotkin 2014, tr. 742, chú thích 21.
3. ↑  Montefiore và Rayfield cho rằng đám cưới diễn ra vào năm 1872 (xem Montefiore 2007, tr. 17 và Rayfield 2004, tr. 5), trong khi Kotkin và Suny khẳng định là năm 1874, cụ thể là vào ngày 17 tháng 5. Kotkin cũng chỉ ra rằng dòng thời gian của Montefiore chưa hợp lý, vì lẽ Montefiore cho rằng "chỉ 9 tháng sau đám cưới, vào ngày 14 tháng 2 năm 1875" (xem Kotkin 2014, tr. 742, chú thích 21 và Suny 2020, tr. 19).
4. ↑  Ioseb sau đổi tên thành Iosif Stalin.[9]